# وينستون نتشونا
وينستون نتشونا (بالإنجليزية: Winston Ntshona)‏ (6 أكتوبر 1941 – 2 أغسطس 2018)، هُو كاتب مسرحي وممثل جنوب أفريقي.

## وصلات خارجية
- وينستون نتشونا على موقع IMDb (الإنجليزية)
- وينستون نتشونا على موقع ألو سيني (الفرنسية)
- وينستون نتشونا على موقع أول موفي (الإنجليزية)
- وينستون نتشونا على موقع قاعدة بيانات برودواي على الإنترنت (الإنجليزية)
- وينستون نتشونا على موقع قاعدة بيانات الأفلام السويدية (السويدية)
- وينستون نتشونا على موقع قاعدة بيانات الفيلم (الإنجليزية)
- وينستون نتشونا على موقع كينوبويسك (الروسية)